# Желябужский, Юрий Андреевич
Ю́рий Андре́евич Желя́бужский (24 декабря 1888, Тифлис — 24 октября 1955, Москва) — российский и советский кинооператор, режиссёр и сценарист, педагог.

## Биография
Родился в Тифлисе (ныне — Тбилиси, Грузия). Мать — актриса Мария Фёдоровна Желябужская (в девичестве Юрко́вская, ставшая известной под фамилией Андреева), отец — действительный статский советник Андрей Алексеевич Желябужский. После того как родители расстались, отчимом Юрию приходился многолетний спутник жизни матери Максим Горький, у которого они с матерью подолгу жили на Капри.

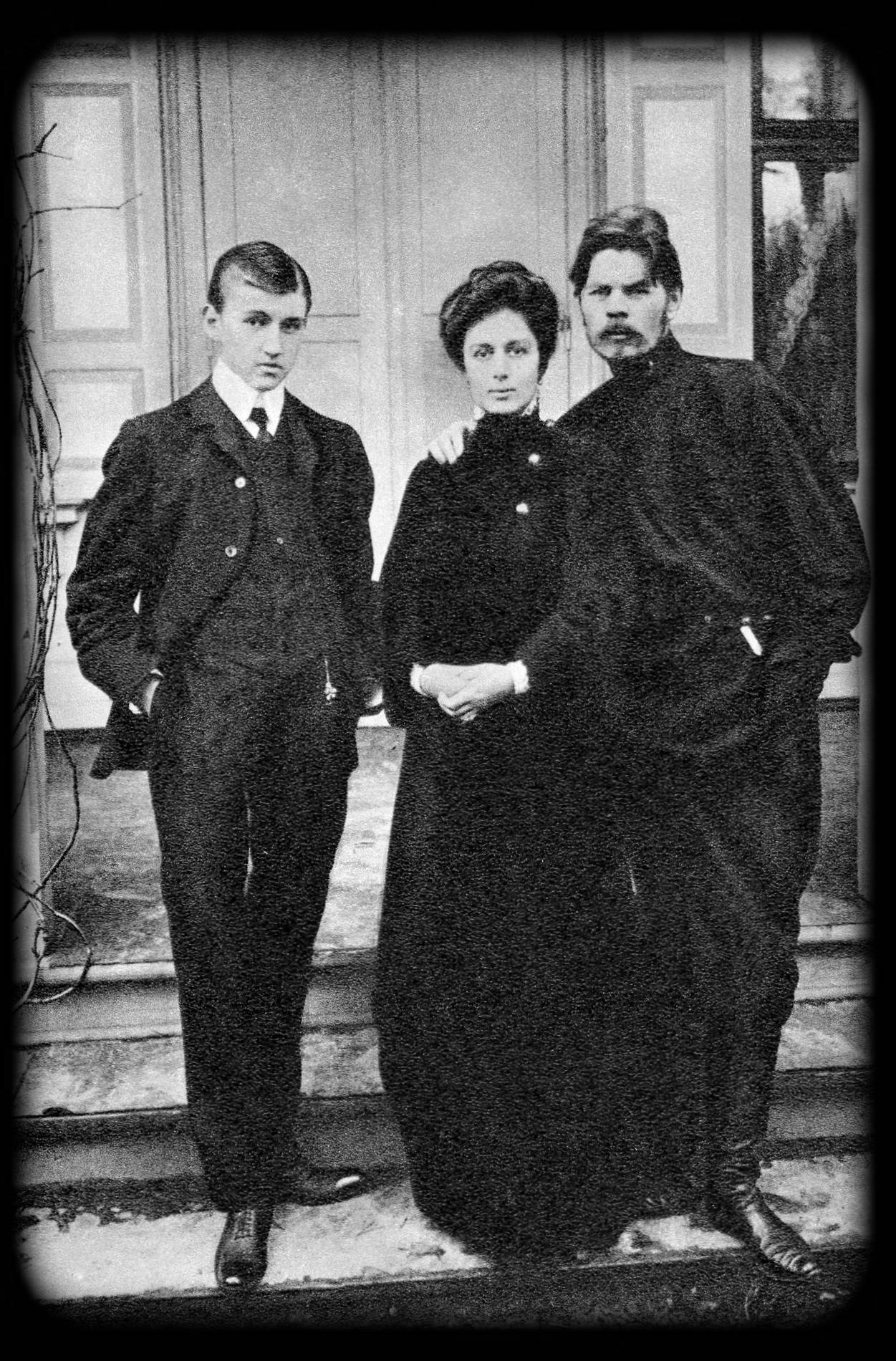
Юрий Желябужский, Мария Андреева и Максим Горький. 1905

В 1906—1916 годах подрабатывал переводчиком и литературным сотрудником в различных петроградских журналах. С 1913 по 1916 год обучался на кораблестроительном отделении Петроградского политехнического института. С 1916 года как сценарист сотрудничал с кинофирмой «Эра», Товариществом И. Ермольева, был лаборантом Московской кинолаборатории Кенеке и Мартынова. В дни Февральской революции снимал демонстрацию рабочих, организованную Московским советом. С июня 1917 года — оператор, сценарист и режиссёр на кинофабрике «Русь» (с 1924 года — «Межрабпом-Русь»), приглашён на кинофабрику по рекомендации К. С. Станиславского. Первый фильм в качестве оператора — «Шакалы власти» (1917).
В годы Гражданской войны в России и первые годы мирного времени был автором документальных образовательных лент: «Гидроторф» и ряда других по торфодобыче, нефтяной промышленности, а также о биологических исследованиях (учебный фильм «Что такое биология?»). Параллельно поставил ряд игровых пропагандистских фильмов: «Сон Тараса», «Чем ты был?», «Дети — цветы жизни», «Народ — сам кузнец своего счастья», «Домовой-агитатор».
С осени 1919 года был одним из организаторов и педагогов Госкиношколы (ныне — ВГИК), где вёл курс «Операторское мастерство», в дальнейшем заведовал кафедрой операторского мастерства. В 1919—1920 годах — один из руководителей московской группы кинохроники, снимавшей В. И. Ленина.
В 1922 году находился в Германии с целью закупки технического оборудования и его проверки для кинофабрики «Русь». Проводил съёмки с аэроплана для научной картины «Торфоведение». От имени «Художественного коллектива „Русь“» подписал договор об организации кинотоварищества «Межрабпом-Русь» (1924).
В 1924 году, став полноценным членом акционерного общества «Межрабпом-Русь», поставил около десяти игровых картин, среди которых хорошо принятые публикой «Папиросница от Моссельпрома» (1924; по сценарию Алексея Файко и Фёдора Оцепа) и «Коллежский регистратор» (1925). Поставленные позже фильмы «Победа женщины» (1927), «Человек родился» (1928) и «В город входить нельзя» (1929) успехом предыдущих картин не пользовались. Также руководил созданием первых советских мультфильмов.
После фильма «Лавры мисс Эллен Грэй» (1935) прекратил режиссёрскую деятельность в игровом кино и сосредоточился на научно-педагогической работе, совмещая её с постановками научно-популярных картин. В 1932 году совместно с А. А. Яловым опубликовал учебное пособие «Искусство оператора. Технология художественной работы кинооператоров». В 1935—1940 годах работал сценаристом и режиссёром во Всесоюзной конторе по производству учебных фильмов «Учтехфильмтяжпром».
В 1940—1943 годах — заместитель директора ВГИКа по учебной и научной работе. С 1940 года — профессор кафедры операторского мастерства. По воспоминаниям Евгении Лисовской, в 1941 году после ухода преподавательского состава в ополчение вместе с А. А. Левицким возглавлял охрану институтского здания. Затем находился вместе с институтом в эвакуации в Алма-Ате. После 1944 года работал на киностудиях «Воентехфильм», «Моснаучфильм». Читал лекции на курсах сценаристов научного кино в Доме учёных в Москве (1946). В 1948 году подготовил к печати рукопись «Искусство советских кинооператоров», которая не была опубликована, вероятно, потому что в ней выражалась идея последовательного и естественного развития операторского искусства без какого-либо качественного «скачка» после Октябрьской революции. В последние годы жизни работал над докторской диссертацией «Некоторые вопросы изобразительной композиции советского фильма». Выступил по этой теме летом 1955 года на конференции творческих работников республиканских киностудий в Москве.
Избирался депутатом Ленинградского районного Совета города Москвы (1944).
Скончался 24 октября 1955 года в Москве. Похоронен на Новодевичьем кладбище (участок № 1).

### Семья
- жена — Анна Михайловна Дмоховская (1892—1978), актриса театра и кино;

- дочь — Светлана (умерла во младенчестве).

## Фильмография

### Оператор
- 1917 — Белые голуби
- 1917 — Волжский богатырь
- 1917 — Вырыта заступом яма глубокая…
- 1917 — Иринина могила
- 1917 — Лгущие богу
- 1917 — Масоны
- 1917 — Мир на развалинах
- 1917 — Шакалы власти
- 1918 — А он, мятежный, ищет бури…
- 1918 — Бегуны
- 1918 — Девьи горы (совместно с С. Бендерским, В. Старевичем)
- 1918 — Метель
- 1918 — Царевич Алексей (совместно с А. Левицким)
- 1919 — Девочка со спичками (короткометражный)
- 1919 — Дети — цветы жизни (короткометражный)
- 1919 — Новое платье короля (короткометражный)
- 1919 — Поликушка
- 1919 — Сон Тараса
- 1919 — Чем ты был? (короткометражный)
- 1920 — Война войне (короткометражный)
- 1920 — Две души
- 1920 — Домовой-агитатор (короткометражный)
- 1920 — Народ — сам кузнец своего счастья (короткометражный)
- 1920 — Паны-налётчики
- 1922 — В вихре революции
- 1922 — Конец рода Коростомысловых
- 1924 — Аэлита (совместно с Э. Шюнеманом)
- 1924 — Морозко (короткометражный)
- 1924 — Папиросница от Моссельпрома
- 1925 — Коллежский регистратор (совместно с Е. Алексеевым)
- 1926 — Дина Дза-дзу
- 1927 — Кто ты такой? (совместно с И. Дмитриевым)
- 1927 — Победа женщины
- 1928 — Человек родился
- 1929 — В город входить нельзя

### Режиссёр
- 1918 — Девьи горы (совместно с А. Саниным)
- 1918 — Царевич Алексей
- 1919 — Девочка со спичками (короткометражный)
- 1919 — Дети — цветы жизни (короткометражный)
- 1919 — Новое платье короля (короткометражный)
- 1919 — Сон Тараса
- 1919 — Чем ты был? (короткометражный)
- 1920 — Война войне (короткометражный)
- 1920 — Гидроторф (короткометражный)
- 1920 — Две души
- 1920 — Домовой-агитатор (короткометражный)
- 1920 — Народ — сам кузнец своего счастья (короткометражный)
- 1920 — На фронт!
- 1920 — Паны-налётчики (короткометражный)
- 1924 — Морозко (короткометражный)
- 1924 — Папиросница от Моссельпрома
- 1925 — Коллежский регистратор (совместно с И. Москвиным)
- 1926 — Дина Дза-дзу
- 1927 — Каток (анимационный)
- 1927 — Кто ты такой?
- 1927 — Победа женщины
- 1927 — Приключения Болвашки (анимационный)
- 1928 — Человек родился
- 1929 — В город входить нельзя
- 1932 — Просперити
- 1935 — Лавры мисс Эллен Грэй
- 1946 — Живопись Репина (научно-популярный)
- 1947 — Василий Иванович Суриков (научно-популярный)
- 1952 — Виктор Васнецов (научно-популярный)
- 1953 — Валентин Серов (1865—1911 г.) (научно-популярный)

### Сценарист
- 1916 — А счастье было так возможно / Пасынки жизни
- 1916 — Случайно случившийся случай
- 1918 — Царевич Алексей
- 1919 — Девочка со спичками (короткометражный)
- 1919 — Дети — цветы жизни (короткометражный)
- 1919 — Новое платье короля (короткометражный)
- 1920 — Война войне (короткометражный)
- 1924 — Морозко (короткометражный)
- 1927 — Кто ты такой?

## Награды
- орден Трудового Красного Знамени (15 сентября 1948) — за достигнутые успехи в деле развития и усовершенствования цветной кинематографии[23];
- орден «Знак Почёта» (14 апреля 1944) — за успешную работу в области советской кинематографии в дни Отечественной войны и выпуск высокохудожественных кинокартин[24].

## Память
В сентябре 2015 года в честь столетия Киностудии имени М. Горького на открывшейся там в сквере «Аллее звёзд» одна из шестнадцати принадлежит Ю. Желябужскому.

## Комментарии
1. ↑  Сохранилась серия любительских фотографий, сделанных на итальянском острове Капри в 1908 году между 10 (23)—17 (30) апреля, когда В. И. Ленин находился в гостях у Андреевой и Горького. Фотографии с разных ракурсов запечатлели Ленина играющим в шахматы с Горьким и Александром Богдановым, известным революционером-марксистом, врачом и философом. Автором всех (или по крайней мере двух из этих фотографий) выступил Юрий Желябужский, которому в то время было двадцать лет. Фотографии Горького, сделанные Желябужским в другие периоды его жизни, размещены в Госкаталоге Музейного фонда РФ.
2. ↑  В ряде широко известных советских изданий, таких как Кино. Энциклопедический словарь (1987), была ошибочно указана дата смерти режиссёра — 18 апреля.